# Bai (Palau)
Bai is een schiereiland in de Palause staat Peleliu. Het schiereiland maakt deel uit van het hoofdeiland Peleliu en ligt ten noordoosten van de baai Mocheingel tegenover het schiereiland Omidkiil, dat net zoals Bai de baai mee vorm geeft.
Bai wordt door een koraalrif van de open zee afgeschermd.